# Bathocyroe fosteri
Bathocyroe fosteri är en kammanetart som beskrevs av Laurence P. Madin och Harbison 1978. Bathocyroe fosteri ingår i släktet Bathocyroe och familjen Bathocyroidae. Inga underarter finns listade i Catalogue of Life.